# Hironobu Haga
Hironobu Haga (芳賀 博信 Haga Hironobu?, nacido el 21 de diciembre de 1982 en Sendai, Miyagi) es un exfutbolista japonés. Jugaba de centrocampista y su último club fue el Consadole Sapporo de Japón.

## Trayectoria

### Clubes
| Club              | País  | Año         |
| ----------------- | ----- | ----------- |
| JEF United Chiba  | Japón | 2004 - 2005 |
| Consadole Sapporo | Japón | 2006 - 2012 |

## Estadística de carrera

### J. League
| Club                | Año   | J. League | J. League | Copa J. League | Copa J. League | Total | Total |
| Club                | Año   | Part.     | Goles     | Part.          | Goles          | Part. | Goles |
| ------------------- | ----- | --------- | --------- | -------------- | -------------- | ----- | ----- |
| JEF United Ichihara | 2004  | 1         | 0         | 0              | 0              | 1     | 0     |
| JEF United Chiba    | 2005  | 0         | 0         | 0              | 0              | 0     | 0     |
| Consadole Sapporo   | 2006  | 46        | 0         | -              | -              | 46    | 0     |
| Consadole Sapporo   | 2007  | 47        | 1         | -              | -              | 47    | 1     |
| Consadole Sapporo   | 2008  | 26        | 0         | 5              | 0              | 31    | 0     |
| Consadole Sapporo   | 2009  | 34        | 1         | -              | -              | 34    | 1     |
| Consadole Sapporo   | 2010  | 35        | 0         | -              | -              | 35    | 0     |
| Consadole Sapporo   | 2011  | 13        | 0         | -              | -              | 13    | 0     |
| Consadole Sapporo   | 2012  | 9         | 0         | 2              | 0              | 11    | 0     |
| Total               | Total | 211       | 2         | 7              | 0              | 218   | 2     |

## Palmarés

### Títulos nacionales
| Título         | Club              | País  | Año  |
| -------------- | ----------------- | ----- | ---- |
| Copa J. League | JEF United Chiba  | Japón | 2005 |
| J2 League      | Consadole Sapporo | Japón | 2007 |